# Premis Godoy
Els premis Godoy van ser uns guardons a les pitjors pel·lícules espanyoles de l'any que s'atorgaven mitjançant votació en Internet, després d'una presentació de nominats per part dels membres de l'Acadèmia Godoy. Aquesta Acadèmia d'accés lliure va arribar a estar formada per més de 300 socis. Els nominats es donaven a conèixer el mateix dia de la nominació dels Goya.
La iniciativa es va prolongar durant sis anys, de 2001 a 2006.

## Història
Els premis Godoy van néixer al novembre de l'any 2001, al carrer Carretas de Madrid, a la sortida dels Cines Ideal. Un dels fundadors va proposar l'existència d'uns premis a les pitjors pel·lícules de l'any després del visionat d'una horrorosa pel·lícula espanyola.
Després de comprar el domini (www.premiosgodoy.com - actualment extint), es van crear les categories i es va publicitar per internet.
Els premis reben el seu nom de personatges de l'època de Goya, per a crear una contraposició als Premis Goya de cinema. Manuel Godoy va ser ministre universal dels reis Carles IV i Maria Lluïsa de Parma, pares del futur Ferran VII i l'infant Francesc de Paula. La impopularitat dels reis i el seu ministre són coherents amb la intenció dels premis, mentre que la innocència de l'infant Francesc, un nen en aquesta època, fa que el seu nom correspongui a l'únic premi positiu del certamen.
El trofeu lliurat era una taronja en honor de la Guerra de les Taronges, conflicte creat per Godoy en 1801.
El logo de cada any feia homenatge a la pel·lícula guanyadora de l'any anterior.

## Edicions
| Anys                                    |
| 2001 · 2002 · 2003 · 2004 · 2005 · 2006 |

## Categories
Per a donar més serietat a la selecció les categories corresponen aproximadament a les categories dels Premis Goya.
- Premi Godoy a la Pitjor Pel·lícula
- Premi Godoy al Pitjor Director
- Premi María Luisa a la Pitjor Actriu
- Premi Ferran VII al Pitjor Actor
- Premi Godoy a la Pitjor Actriu de Repartiment
- Premi Godoy al Pitjor Actor de Repartiment
- Premi Godoy al Pitjor Guió
- Premi Godoy a la Pitjor Direcció Artística
- Premi Godoy a la Pitjor banda sonora
- Premi Godoy al Pitjor Muntatge
- Premi Godoy a la Pitjor Fotografia
- Premi Godoy als Pitjors Efectes Especials
- Premi Godoy al Pitjor Vestuari
- Premi Godoy a la Pitjor Perruqueria i Maquillatge
- Premi Godoy a la Pitjor Pel·lícula Estrangera
- Premi Carles IV a Tota Una Carrera (en 2002 i 2003)
- Premi Carles IV a la Pitjor Aportació Internacional de l'any (des de 2004)
- Premi Francisco de Paula al Millor Guió de l'any (des de 2004)

## Rècords
Santiago Segura té el rècord de candidatures en la història dels Godoy amb onze al llarg de la seva carrera. També ha estat l'únic a aconseguir dues candidatures consecutives (2003 i 2004) i la doble nominació com a actor principal i actor de repartiment en tots dos anys. No obstant això, el seu únic premi el va aconseguir el 2005 com a pitjor actor a El asombroso mundo de Borjamari y Pocholo.
El rècord de vots el té Operación Triunfo: La Película. La pel·lícula va guanyar en les tres categories a les quals estava nominada l'any 2002.
FBI: Frikis buscan incordiar (2004) i Hot milk (2004) comparteixen el rècord a la pel·lícula més premiada amb vuit Godoy cadascuna. Li segueixen Lisístrata, amb cinc en 2002 i Karate a muerte en Torremolinos, amb quatre en 2003.
Tirant lo Blanc (2005) té el rècord de nominacions amb un total d'onze, de les quals únicament va aconseguir dos (pitjor director i pitjors efectes especials). Li segueix Atraco a las 3 y media (2003) que va reunir deu nominacions i igualment dos premis (pitjor pel·lícula i pitjor actor de repartiment).
Alatriste ha aconseguit compartir candidatura en la mateixa categoria als premis Goya i als premis Godoy. En 2006 va estar nominat a millor/pitjor actor (Viggo Mortensen) i millor/pitjor guió. Dels quatre premis, va aconseguir alçar-se amb el Godoy al pitjor guió.